# Constancíolo
Constancíolo (em grego: Κωνσταντίολος; romaniz.: Konstantíolos; em latim: Constantiolus) foi um general bizantino do século VI, ativo no começo do reinado de Justiniano (r. 527–565). Possível filho do cônsul Florêncio, é citado pela primeira vez em 528, quando sucede Justino no comando da Mésia Secunda no contexto das migrações bárbaras na região.
Comandou tropas na província e conseguiu algum progresso, porém foi capturado e libertado somente mediante pagamento de resgate. Em 531, foi enviado para o Oriente para investigar os reveses sofridos pelas tropas bizantinas na guerra em curso com o Império Sassânida e em 532 esteve envolvido na negociações e supressão da revolta de Nica.

## Biografia

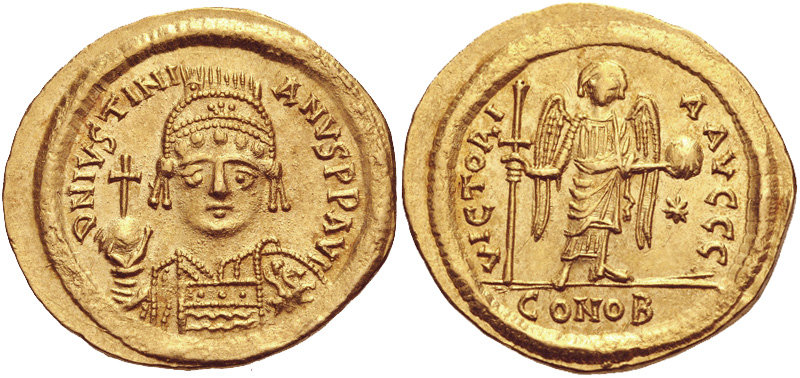
Soldo de Justiniano r.

Fronteira romano-persa na Antiguidade Tardia

Segundo João Malalas e Teófanes, o Confessor, Constancíolo foi o filho de Florêncio. Nenhum detalhe é dado sobre ele, embora poderia ser identificado com Florêncio, o cônsul em 515. Constancíolo é mencionado pela primeira vez como estratelata da Mésia em 528, em sucessão de Justino, que havia sido morto em batalha mais cedo naquele ano; Justino e Baduário, duque da Cítia Menor, juntaram suas forças em batalha contra uma força de invasores estrangeiros, que Malalas identifica como "hunos", enquanto Teófanes como búlgaros. É provável que Constancíolo manteve o título de duque da Mésia Secunda e o posto de mestre dos soldados, que frequentemente foi traduzido para o grego como estratelata.
O recém-nomeado Constancíolo juntou forças com Ascum e Gudila para enfrentar os invasores, que estavam ativos na Trácia. O exército conseguiu derrotar um grupo de invasores em batalha, mas foram então emboscados e desbaratados por um segundo grupo. Constancíolo e Ascum foram capturados pelos inimigos e o primeiro foi depois libertado em troca de grande soma. Malalas registra um pagamento de 10 mil soldos, enquanto Teófanes de mil soldos. Constancíolo ressurge em 531, após a derrota de Belisário na Batalha de Calínico (19 de abril). Justiniano enviou-o ao Oriente, ordenando-lhe que investigasse as circunstâncias da derrota. Viajou através de Antioquia e questionou vários comandantes sobre o assunto. Entre eles estava o mestre dos ofícios Hermógenes, que havia servido sob Belisário na batalha. Constancíolo retornou para Constantinopla com suas descobertas. Seu relatório provavelmente contribuiu para o fim do serviço de Belisário como mestre dos soldados do Oriente e sua substituição por Mundo.
Sua próxima menção ocorre durante a Revolta de Nica em 532, quando, junto com Mundo e Basilides, serviu como emissário de Justiniano às multidões revoltosas. Eles, em parte, tentaram acalmar os revoltosos e, em parte, tentaram compreender as causas da ira deles. O relatório deles colocou a culpa da insurreição nos impopulares ministros financeiros João da Capadócia, Triboniano e Eudemão, levando à demissão deles. À medida que os tumultos não cessaram, Justiniano considerou fugir de Constantinopla, Mundo e ele foram ordenados a guardar o palácio em sua ausência. Ele tomou parte, com Belisário e Mundo, no ataque às multidões dentro do hipódromo. Isso encerrou a revolta e parece ser sua última menção.